# Collège des douze apôtres
Dans le mouvement mormon, le Collège des douze apôtres (également connu sous le nom Conseil des douze, Quorum des douze) est avec la Première Présidence l'un des corps dirigeants de l'Église, son nom est issu des Douze Apôtres du Christ.
Le Collège des douze réuni sous la direction de la Première présidence exerce des tâches de gestion importantes, « il est responsable de l'établissement et de l’approbation de la politique et de toutes les procédures de l'Église ». Son pouvoir au sein de l'Église est identique à celui de la Première présidence. Les membres du Collège sont des hommes adultes élevés à la prêtrise. Comme les autres responsables de l'Église, chaque membre du Conseil des douze est présenté à la communauté pour obtenir son approbation. Il ne s'agit pas d'un vote mais d'une procédure dite de « consentement commun ».
Après la mort de Joseph Smith, le 27 juin 1844, des schismes à l'intérieur du mouvement Mormon ont résulté dans la formation de diverses églises. Plusieurs de ces églises ont  retenu une version de ce Collège des douze apôtres.